# Nançay
Nançay is een gemeente in het Franse departement Cher (regio Centre-Val de Loire) en telt 738 inwoners (1999). De plaats maakt deel uit van het arrondissement Vierzon.

## Geografie
De oppervlakte van Nançay bedraagt 112,0 km², de bevolkingsdichtheid is 6,6 inwoners per km².
De onderstaande kaart toont de ligging van Nançay met de belangrijkste infrastructuur en aangrenzende gemeenten.

## Demografie
Onderstaande figuur toont het verloop van het inwonertal (bron: INSEE-tellingen).

## Observatorium
In de bossen ten noorden van het dorp bevindt zich een radioastronomisch observatorium, in gebruik genomen in 1965. Dit omvat onder meer:
- een "radioheliograaf" met 47 antennes gerangschikt op twee loodrechte assen, voor het onderzoek van de zon in het VHF-UHF-bereik (radiogolven met een golflengte van 0,7 tot 2 meter);
- een grote radiotelescoop met twee symmetrisch geplaatste antennes: een vlakke reflector met 10 afzonderlijk beweegbare panelen van 20 meter breed en 40 meter hoog, en een vaste boogvormige reflector van 300 meter breed. Met dit instrument werd in 1981 - vruchteloos - gezocht naar signalen van buitenaards leven bij 102 verschillende sterren[2];
- een LOFAR-antenne.